# Гора Опук та острови «Скелі-Кораблі»
Гора Опук та острови «Скелі-Кораблі» — заповідне урочище, розташоване неподалік від села Яковенкове Ленінського району АР Крим. Створена відповідно до Постанови ВР АРК № 353 від 20 травня 1980 року.

## Загальні відомості
Площа 100 гектарів. Розташоване на захід від села Яковенкове Ленінського району.
Урочище створено з метою комплексного збереження в природному стані відокремленого цілісного ландшафту, що має наукове, природоохоронне та естетичне значення.